# Justícia i venjança
Justícia i venjança (original: Brothers in Arms) és un western dirigit per Jean-Claude La Marre el 2005 i doblat al català.

## Argument
Robert Driscol (David Carradine) és un home cruel i famolenc de poder que té una petita ciutat a Nou Mèxic, i no s'està de tractar qualsevol que es creua en el seu camí. Linc Malone (Gabriel Casseus) i el seu germà Zane (Antwon Tanner) són un parell de cowboys afroamericans que s'han enfrontat amb Driscol i ara estan buscant revenja. Linc i Zane organitzen un equip de pistolers per robar el banc de Driscol, però l'atracament es torça quan els homes de Driscol envolten l'edifici, i els pistolers queden atrapats a dins. També la protagonitzen Ed Lauter, Kenya Moore, i rapper Kurupt.

## Comentaris
- Tot és revisionista en aquesta pel·lícula: els herois són tots negres, indis o llatins. El xèrif és una dona, antiga amiga del cap dels fugitius. La música és molt a prop del rap.
- Una cosa convencional en el gènere: les boniques sortides i postes de sol sobre un paisatge sublim.
- Inevitablement, la pel·lícula té l'aire d'un anunci de campanya, però els temes i les històries no per això deixen de ser fascinants[2]

## Repartiment
- David Carradine: Driscoll
- Gabriel Casseus: Linc
- Antwon Tanner: Zane
- Kenya Moore: Mara
- Raymond Cruz: Reverend
- Kurupt: Kansas
- Ed Lauter: Major Crawley
- Clifton Powell: Doc Willoby
- Peter Greene: Burt